# ムラリ・シャルマ
ムラリ・シャルマ（Murali Sharma、1972年8月9日 - ）は、インドの俳優。性格俳優として知られ、ヒンディー語映画、テルグ語映画で活動している。助演俳優、悪役俳優として高い評価を得ており、60本以上の映画に出演している。また、ドゥールダルシャンの『Paltan』で主要キャストとして出演してからはテレビ俳優としても知られるようになった。

## 人物
グントゥールのテルグ人家庭に生まれ、俳優を志してムンバイに移住した。同地ではローシャン・タネージャ演劇学校で演技を学んだ。2009年に女優のアシュヴィニー・カルセカールと結婚し、ムンバイとハイデラバードを拠点に活動している。母語はテルグ語だが、この他にヒンディー語、タミル語、マラーティー語、グジャラート語が話せる。

## キャリア

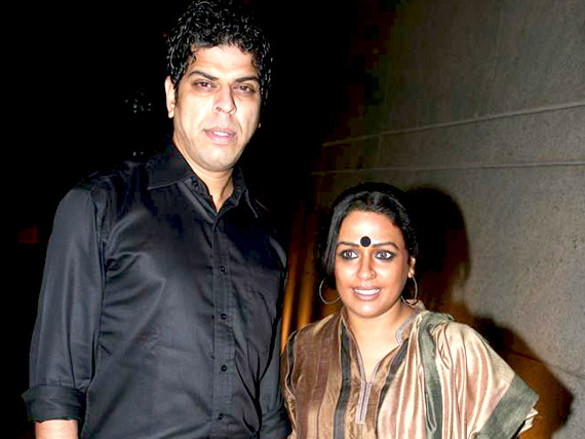
ムラリ・シャルマ、アシュヴィニー・カルセカール夫妻（2012年）

2004年に『Main Hoon Na』でシャー・ルク・カーンと共演し、2007年には『Dhol』『Dhamaal』『Black Friday』『Athidhi』『Kantri』に出演した。『Athidhi』では2役を演じ、ナンディ賞 悪役賞を受賞している。2008年に『Jaane Tu... Ya Jaane Na』『Golmaal Returns』『Sunday』に出演した。
2011年に『Singham』『Oosaravelli』でアジャイ・デーヴガン、N・T・ラーマ・ラオ・ジュニアと共演し、2012年には『Dhoni』『Karmayodha』に出演した。2014年に『ザ・フェイス』に出演し、2015年には『Gopala Gopala』『Bhale Bhale Magadivoy』で主要キャストを務め、このほかに『復讐の町』『ABCD 2』『Paayum Puli』にも出演している。2016年には『Krishna Gaadi Veera Prema Gaadha』『Savitri』『Sanam Teri Kasam』『Wazir』した。2017年の『Duvvada Jagannadham』、2018年の『Agnyaathavaasi』『Vijetha』、2019年の『サーホー』では主要キャストを務めた。2020年には『ヴァイクンタプラムにて』『Sarileru Neekevvaru』『ストリートダンサー』『Naarappa』に出演し、2024年には『デーヴァラ』に出演した。